# Оконешниковское городское поселение
Оконешниковское городско́е поселе́ние — муниципальное образование в Оконешниковском районе Омской области Российской Федерации.
Административный центр — рабочий посёлок Оконешниково.

## История
Статус и границы городского поселения установлены Законом Омской области от 30 июля 2004 года № 548-ОЗ «О границах и статусе муниципальных образований Омской области».

## Население
| 2010  | 2011  | 2012  | 2013  | 2014  | 2015  | 2016  |
| ----- | ----- | ----- | ----- | ----- | ----- | ----- |
| 5412  | ↘5410 | ↘5309 | ↘5214 | ↘5136 | ↘5083 | ↘5047 |
| 2017  | 2018  | 2019  | 2020  | 2021  | 2023  |       |
| ↘5020 | ↘4964 | ↘4888 | ↗4914 | ↘4863 | ↘4807 |       |

## Состав городского поселения
| № | Населённый пункт | Тип населённого пункта                  | Население |
| - | ---------------- | --------------------------------------- | --------- |
| 1 | Михайловка       | деревня                                 | ↘74       |
| 2 | Оконешниково     | рабочий посёлок, административный центр | ↘4673     |
| 3 | Стрельниково     | деревня                                 | ↗133      |